# Llista de monuments d'Amposta
Llista de monuments d'Amposta inclosos en l'Inventari del Patrimoni Arquitectònic Català per al municipi d'Amposta (Montsià). Inclou els inscrits en el Registre de Béns Culturals d'Interès Nacional (BCIN) amb la classificació de monuments històrics, els Béns Culturals d'Interès Local (BCIL) de caràcter immoble i la resta de béns arquitectònics integrants del patrimoni cultural català.
| Monument                                                           | Protecció    | Estil/època                            | Localització                                                                                       | Coordenades                                          | Codi?         | Imatge |
| ------------------------------------------------------------------ | ------------ | -------------------------------------- | -------------------------------------------------------------------------------------------------- | ---------------------------------------------------- | ------------- | --- |
| Torre de la Carrova                                                | BCIN 7-MH    | Gòtic XII-XIV                          | Amposta Ctra. de la Carrova, km 7                                                                  | 40° 44′ 34″ N, 0° 33′ 39″ E / 40.742778°N,0.560833°E | RI-51-0005017 | Torre de la Carrova (Amposta) · Vegeu més fotos d'aquest monument · Carregueu una nova foto d'aquest monument                                                |
| Torre de Futxeron                                                  | BCIN 470-MH  | Obra popular XII-XIV                   | Amposta Via Valdezafan, l'Oriola                                                                   | 40° 40′ 06″ N, 0° 35′ 14″ E / 40.668329°N,0.587184°E | RI-51-0006571 | Torre de Futxeron (Amposta) · Vegeu més fotos d'aquest monument · Carregueu una nova foto d'aquest monument                                                  |
| Torre de l'Oriola                                                  | BCIN 471-MH  | Obra popular XVI                       | Amposta Ctra. Amposta - Sant Carles, l'Oriola                                                      | 40° 40′ 26″ N, 0° 35′ 25″ E / 40.673889°N,0.590278°E | RI-51-0006572 | Torre de l'Oriola (Amposta) · Vegeu més fotos d'aquest monument · Carregueu una nova foto d'aquest monument                                                  |
| Torre de Poquessalses                                              | BCIN 472-MH  | Obra popular XVI-XVII                  | Amposta Camí de Granell                                                                            | 40° 40′ 26″ N, 0° 34′ 42″ E / 40.673889°N,0.578333°E | RI-51-0006573 | Torre de Poquessalses (Amposta) · Vegeu més fotos d'aquest monument · Carregueu una nova foto d'aquest monument                                              |
| Castell d'Amposta                                                  | BCIN 763-MH  | Gòtic Medieval                         | Amposta Plaça del Castell                                                                          | 40° 42′ 52″ N, 0° 34′ 48″ E / 40.714444°N,0.58°E     | RI-51-0006570 | Castell d'Amposta · Vegeu més fotos d'aquest monument · Carregueu una nova foto d'aquest monument                                                            |
| Torre de Sant Joan                                                 | BCIN 764-MH  | Obra popular XV-XVI                    | Amposta Parc Natural del Delta de l'Ebre                                                           | 40° 38′ 07″ N, 0° 42′ 27″ E / 40.635312°N,0.707446°E | RI-51-0006574 | Torre de Sant Joan (Amposta) · Vegeu més fotos d'aquest monument · Carregueu una nova foto d'aquest monument                                                 |
| Torre de la Figuera                                                | BCIN 1684-MH |                                        | Amposta (Probablement desaparegut)                                                                 |                                                      | RI-51-0006759 | Carregueu una nova foto d'aquest monument |
| Carrer del Fossat                                                  | BCIL 2008    | Obra popular XIX - XX                  | Amposta C. Fossat                                                                                  | 40° 42′ 51″ N, 0° 34′ 49″ E / 40.714078°N,0.580191°E | IPA-6261      | Barri del Fossat (Amposta) · Vegeu més fotos d'aquest monument · Carregueu una nova foto d'aquest monument                                                   |
| Canal de la dreta de l'Ebre, al seu pas pel nucli urbà d'Amposta   |              | Obra popular XIX                       | Amposta Pg. B. Aires, paral·lel al pg. del Canal i cap al pont de CN-340                           | 40° 42′ 41″ N, 0° 34′ 50″ E / 40.711416°N,0.580673°E | IPA-6262      | Canal de la dreta de l'Ebre (Amposta) · Vegeu més fotos d'aquest monument · Carregueu una nova foto d'aquest monument                                        |
| Pont de pedra del canal de la dreta de l'Ebre                      | BCIL 2008    | Obra popular XIX                       | Amposta                                                                                            | 40° 42′ 38″ N, 0° 35′ 00″ E / 40.710455°N,0.583429°E | IPA-6263      | Pont de pedra del canal de la dreta de l'Ebre (Amposta) · Vegeu més fotos d'aquest monument · Carregueu una nova foto d'aquest monument                      |
| Resclosa de l'antic canal de navegació Amposta - Sant Carles       | BCIL 2008    | Obra popular XIX                       | Amposta Ctra. N-340, km 169-170                                                                    | 40° 40′ 14″ N, 0° 35′ 26″ E / 40.670615°N,0.590535°E | IPA-6264      | Resclosa de l'antic canal de navegació Amposta - Sant Carles (Amposta) · Vegeu més fotos d'aquest monument · Carregueu una nova foto d'aquest monument       |
| Casa del Guardacanal                                               |              | Obra popular XIX-XX                    | Amposta Partida Encluses                                                                           | 40° 40′ 17″ N, 0° 35′ 24″ E / 40.671435°N,0.590032°E | IPA-6265      | Casa del Guardacanal (Amposta) · Vegeu més fotos d'aquest monument · Carregueu una nova foto d'aquest monument                                               |
| Fossar municipal d'Amposta                                         |              | Obra popular XX                        | Amposta Ctra. Santa Bàrbara                                                                        | 40° 42′ 33″ N, 0° 34′ 12″ E / 40.7091°N,0.570094°E   | IPA-6266      | Fossar municipal d'Amposta · Vegeu més fotos d'aquest monument · Carregueu una nova foto d'aquest monument                                                   |
| Calvari d'Amposta                                                  |              | Obra popular                           | Amposta Ctra. Santa Bàrbara - Amposta, partida de Tosses                                           | 40° 42′ 05″ N, 0° 33′ 33″ E / 40.701348°N,0.559278°E | IPA-6267      | Calvari d'Amposta · Vegeu més fotos d'aquest monument · Carregueu una nova foto d'aquest monument                                                            |
| El Poblenou del Delta                                              | BCIL 2008    | XX                                     | Amposta                                                                                            | 40° 38′ 43″ N, 0° 41′ 12″ E / 40.645283°N,0.686628°E | IPA-6269      | El Poblenou del Delta (Amposta) · Vegeu més fotos d'aquest monument · Carregueu una nova foto d'aquest monument                                              |
| Església de Santa Maria, antigament de l'Assumpció                 | BCIL 2008    | Neoclassicisme XVIII                   | Amposta Plaça de l'Ajuntament                                                                      | 40° 42′ 47″ N, 0° 34′ 53″ E / 40.713038°N,0.581273°E | IPA-6270      | Església parroquial de Santa Maria (Amposta) · Vegeu més fotos d'aquest monument · Carregueu una nova foto d'aquest monument                                 |
| Pont penjant d'Amposta                                             | BCIL 2008    | Eclecticisme XX                        | Amposta Entre l'antic tram de la ctra. N-340 i l'av. Alcalde Palau                                 | 40° 42′ 53″ N, 0° 34′ 54″ E / 40.714835°N,0.581658°E | IPA-6272      | Pont penjant d'Amposta · Vegeu més fotos d'aquest monument · Carregueu una nova foto d'aquest monument                                                       |
| Casa Miralles                                                      | BCIL 2008    | Obra popular XVI                       | Amposta C. Sant Joan, 1-3                                                                          | 40° 42′ 49″ N, 0° 34′ 52″ E / 40.713492°N,0.581194°E | IPA-6273      | Casa Miralles (Amposta) · Vegeu més fotos d'aquest monument · Carregueu una nova foto d'aquest monument                                                      |
| Casa Escrivà                                                       |              | Obra popular XIX                       | Amposta Plaça de l'Ajuntament, 5 - c. St. Joan, 2                                                  | 40° 42′ 48″ N, 0° 34′ 52″ E / 40.71335°N,0.58121°E   | IPA-6274      | Casa Escrivà (Amposta) · Vegeu més fotos d'aquest monument · Carregueu una nova foto d'aquest monument                                                       |
| Casa Panisello                                                     |              | Eclecticisme XIX-XX                    | Amposta C. Sant Joan, 26                                                                           | 40° 42′ 49″ N, 0° 34′ 55″ E / 40.713485°N,0.582077°E | IPA-6275      | Casa Panisello (Amposta) · Vegeu més fotos d'aquest monument · Carregueu una nova foto d'aquest monument                                                     |
| Casa Adell                                                         |              | Eclecticisme XIX                       | Amposta C. Major, 25                                                                               | 40° 42′ 45″ N, 0° 34′ 49″ E / 40.712616°N,0.580290°E | IPA-6276      | Casa Adell (Amposta) · Vegeu més fotos d'aquest monument · Carregueu una nova foto d'aquest monument                                                         |
| Casa Carvallo                                                      |              | Eclecticisme XIX                       | Amposta C. Elisa, 33 - pl. Cecília Carvallo - c. Sant Tomàs                                        | 40° 42′ 49″ N, 0° 34′ 40″ E / 40.7135°N,0.5779°E     | IPA-6277      | Casa Carvallo (Amposta) · Vegeu més fotos d'aquest monument · Carregueu una nova foto d'aquest monument                                                      |
| Antigues Escoles Miquel Granell, Museu de les Terres de l'Ebre     | BCIL 2008    | Eclecticisme, modernisme XX Inici      | Amposta C. Gran Capità, 38-40                                                                      | 40° 42′ 32″ N, 0° 34′ 37″ E / 40.708867°N,0.576841°E | IPA-6278      | Antigues Escoles Miquel Granell (Amposta) · Vegeu més fotos d'aquest monument · Carregueu una nova foto d'aquest monument                                    |
| Convent de les Carmelites Teresianes                               | BCIL 2017    | Obra popular XX Inici                  | Amposta C. Tarragona, 11                                                                           | 40° 42′ 46″ N, 0° 34′ 43″ E / 40.7127°N,0.5785°E     | IPA-6279      | Convent de les Carmelites Teresianes (Amposta) · Vegeu més fotos d'aquest monument · Carregueu una nova foto d'aquest monument                               |
| Casa Fàbregas                                                      | BCIL 2008    | Noucentisme, modernisme XX Inici       | Amposta Av. de la Ràpita, 85                                                                       | 40° 42′ 31″ N, 0° 34′ 48″ E / 40.70865°N,0.57992°E   | IPA-6280      | Casa Fàbregas (Amposta) · Vegeu més fotos d'aquest monument · Carregueu una nova foto d'aquest monument                                                      |
| Antiga Casa Morales-Talarn                                         | BCIL 2008    | Modernisme XX Inici                    | Amposta Av. de la Ràpita, 60 - Ronda                                                               | 40° 42′ 36″ N, 0° 34′ 48″ E / 40.710054°N,0.580002°E | IPA-6281      | Antiga Casa Morales-Talarn (Amposta) · Vegeu més fotos d'aquest monument · Carregueu una nova foto d'aquest monument                                         |
| Casa Palau-Fàbregas, antiga casa del Francès                       | BCIL 2008    | Noucentisme, modernisme XX Inici       | Amposta Av. de la Ràpita, 33-35                                                                    | 40° 42′ 40″ N, 0° 34′ 49″ E / 40.71101°N,0.58021°E   | IPA-6282      | Casa Palau-Fàbregas (Amposta) · Vegeu més fotos d'aquest monument · Carregueu una nova foto d'aquest monument                                                |
| Casa López i Soler, o Casa del Notari                              | BCIL 2008    | Modernisme, eclecticisme XX Inici      | Amposta C. Victòria, 6                                                                             | 40° 42′ 50″ N, 0° 34′ 54″ E / 40.713787°N,0.581655°E | IPA-6283      | Casa López i Soler (Amposta) · Vegeu més fotos d'aquest monument · Carregueu una nova foto d'aquest monument                                                 |
| Casino Recreatiu i Instructiu d'Amposta                            | BCIL 2008    | Modernisme XX Inici                    | Amposta C. Major, 52                                                                               | 40° 42′ 44″ N, 0° 34′ 46″ E / 40.712211°N,0.57958°E  | IPA-6284      | Casino Recreatiu i Instructiu d'Amposta · Vegeu més fotos d'aquest monument · Carregueu una nova foto d'aquest monument                                      |
| Lo Sindicat, o Cine Olímpia                                        |              | Noucentisme XX Inici                   | Amposta Av. de la Ràpita, 43                                                                       | 40° 42′ 39″ N, 0° 34′ 48″ E / 40.710713°N,0.580100°E | IPA-6285      | Lo Sindicat (Amposta) · Vegeu més fotos d'aquest monument · Carregueu una nova foto d'aquest monument                                                        |
| Casa Caballé, antiga Casa Cabanes                                  |              | Modernisme XX                          | Amposta C. Simpàtica, 31 - c. General Prim                                                         | 40° 42′ 45″ N, 0° 34′ 35″ E / 40.712499°N,0.576386°E | IPA-6286      | Casa Caballé (Amposta) · Vegeu més fotos d'aquest monument · Carregueu una nova foto d'aquest monument                                                       |
| Casa d'Enric Ramon                                                 | BCIL 2008    | Modernisme XX Inici                    | Amposta Pl. de la Pau - av. Sant Jaume - c. Europa                                                 | 40° 42′ 44″ N, 0° 35′ 02″ E / 40.712352°N,0.583836°E | IPA-6287      | Casa d'Enric Ramon (Amposta) · Vegeu més fotos d'aquest monument · Carregueu una nova foto d'aquest monument                                                 |
| Xalet Carvallo                                                     |              | Noucentisme XX                         | Amposta C. Simpàtica, 34-36                                                                        | 40° 42′ 46″ N, 0° 34′ 35″ E / 40.712838°N,0.576283°E | IPA-6288      | Xalet Carvallo (Amposta) · Vegeu més fotos d'aquest monument · Carregueu una nova foto d'aquest monument                                                     |
| Casa Masià, Banc Central                                           | BCIL 2008    | Modernisme XX Inici                    | Amposta Av. de la Ràpita, 40-42 - Roig i Treig, 1                                                  | 40° 42′ 37″ N, 0° 34′ 48″ E / 40.710414°N,0.579976°E | IPA-6290      | Casa Masià (Amposta) · Vegeu més fotos d'aquest monument · Carregueu una nova foto d'aquest monument                                                         |
| Escorxador municipal d'Amposta                                     | BCIL 2008    | Noucentisme XX Inici                   | Amposta Av. Sant Jaume                                                                             | 40° 42′ 38″ N, 0° 35′ 08″ E / 40.710454°N,0.585671°E | IPA-6291      | Escorxador municipal d'Amposta · Vegeu més fotos d'aquest monument · Carregueu una nova foto d'aquest monument                                               |
| Antiga Casa Margalef                                               |              | Noucentisme XX                         | Amposta C. Major, 20                                                                               | 40° 42′ 46″ N, 0° 34′ 50″ E / 40.71288°N,0.58055°E   | IPA-6292      | Antiga Casa Margalef (Amposta) · Vegeu més fotos d'aquest monument · Carregueu una nova foto d'aquest monument                                               |
| Casa Escrivà                                                       |              | Monumentalisme academicista XX         | Amposta Av. de la Ràpita, 106-108                                                                  | 40° 42′ 25″ N, 0° 34′ 47″ E / 40.706903°N,0.579665°E | IPA-6293      | Casa Escrivà (Amposta) · Vegeu més fotos d'aquest monument · Carregueu una nova foto d'aquest monument                                                       |
| Casa Roig-Escrivà                                                  |              | Monumentalisme academicista XX         | Amposta Av. de la Ràpita, 120                                                                      | 40° 42′ 22″ N, 0° 34′ 46″ E / 40.706201°N,0.579491°E | IPA-6294      | Casa Roig-Escrivà (Amposta) · Vegeu més fotos d'aquest monument · Carregueu una nova foto d'aquest monument                                                  |
| Cinema Oscar, o Oscar Palace                                       |              | Monumentalisme academicista XX         | Amposta Av. Santa Bàrbara, 18-20 - c. Agustina d'Aragó, 1-3 - c. Innocenci Soriano-Montagut, 19-23 | 40° 42′ 41″ N, 0° 34′ 38″ E / 40.711264°N,0.577211°E | IPA-6295      | Cinema Oscar (Amposta) · Vegeu més fotos d'aquest monument · Carregueu una nova foto d'aquest monument                                                       |
| Mercat Municipal d'Amposta                                         | BCIL 2008    | Obra popular XX Mitjan                 | Amposta Av. Alcalde Palau - pl. Berenguer IV - av. Santa Rosa                                      | 40° 42′ 44″ N, 0° 34′ 43″ E / 40.712248°N,0.578531°E | IPA-6296      | Mercat municipal d'Amposta · Vegeu més fotos d'aquest monument · Carregueu una nova foto d'aquest monument                                                   |
| Casa de la Vila d'Amposta                                          | BCIL 2008    | Obra popular XX (1954)                 | Amposta Plaça de l'Ajuntament, 3-4                                                                 | 40° 42′ 48″ N, 0° 34′ 51″ E / 40.713361°N,0.580928°E | IPA-6297      | Ajuntament d'Amposta · Vegeu més fotos d'aquest monument · Carregueu una nova foto d'aquest monument                                                         |
| Església del Sagrat Cor                                            |              | Darreres tendències XX                 | Amposta Av. Catalunya - c. Jacint Verdaguer                                                        | 40° 42′ 22″ N, 0° 34′ 40″ E / 40.706065°N,0.577739°E | IPA-6298      | Església del Sagrat Cor (Amposta) · Vegeu més fotos d'aquest monument · Carregueu una nova foto d'aquest monument                                            |
| Església parroquial de Sant Josep                                  |              | Darreres tendències XX                 | Amposta C. Primer de Maig, 38                                                                      | 40° 42′ 49″ N, 0° 34′ 32″ E / 40.713675°N,0.575502°E | IPA-6299      | Església parroquial de Sant Josep (Amposta) · Vegeu més fotos d'aquest monument · Carregueu una nova foto d'aquest monument                                  |
| Mas de Coll I                                                      |              | Obra popular XVII-XIX                  | Amposta Ctra. del Canal de la Dreta, a 7 km d'Amposta                                              | 40° 40′ 33″ N, 0° 39′ 39″ E / 40.67581°N,0.66080°E   | IPA-6300      | Carregueu una nova foto d'aquest monument |
| Mas del Molinàs                                                    |              | Obra popular XIX-XX                    | Amposta Ctra. Tortosa-Amposta, camí del Molinàs, a 1,5 km d'Amposta                                | 40° 43′ 45″ N, 0° 33′ 49″ E / 40.72929°N,0.56367°E   | IPA-6301      | Carregueu una nova foto d'aquest monument |
| Mas de Llanada                                                     |              | Obra popular XIX                       | Amposta Partida el Pasiego                                                                         | 40° 40′ 44″ N, 0° 43′ 16″ E / 40.67889°N,0.72111°E   | IPA-6302      | Carregueu una nova foto d'aquest monument |
| Mas de Pilar de Gaspà                                              |              | Obra popular XIX-XX                    | Amposta                                                                                            | 40° 41′ 58″ N, 0° 40′ 37″ E / 40.699494°N,0.67682°E  | IPA-6303      | Carregueu una nova foto d'aquest monument |
| Mas Miralles                                                       |              | Obra popular XIX-XX                    | Amposta                                                                                            | 40° 40′ 07″ N, 0° 33′ 55″ E / 40.668519°N,0.565169°E | IPA-6304      | Carregueu una nova foto d'aquest monument |
| Mas del Coll II                                                    | BCIL 2008    | Obra popular XX Inici                  | Amposta Ctra. TV-3405 Amposta - Sant Jaume, a 8 km                                                 | 40° 42′ 47″ N, 0° 40′ 46″ E / 40.71311°N,0.67948°E   | IPA-6305      | Carregueu una nova foto d'aquest monument |
| Mas del Català                                                     |              | Obra popular XIX-XX                    | Amposta Ctra. Amposta - Sant Jaume, a 6 km                                                         | 40° 42′ 45″ N, 0° 38′ 46″ E / 40.7126°N,0.646092°E   | IPA-6307      | Carregueu una nova foto d'aquest monument |
| Mas del Tancat                                                     |              | Obra popular XIX-XX                    | Amposta Ctra. Amposta - Sant Jaume pel canal Dreta, a 5 km                                         | 40° 41′ 31″ N, 0° 37′ 26″ E / 40.692034°N,0.623752°E | IPA-6308      | Carregueu una nova foto d'aquest monument |
| Barraca                                                            |              | Obra popular                           | Amposta Vora del camí de terme Amposta-Masdenverge                                                 |                                                      | IPA-6309      | Carregueu una nova foto d'aquest monument |
| Casa de Fusta, o Casa dels Senyors                                 | BCIL 2008    | Obra popular XX                        | Amposta Camí al Parc Natural del Delta, partida de l'Encanyissada                                  | 40° 39′ 28″ N, 0° 40′ 31″ E / 40.657642°N,0.675399°E | IPA-6310      | Casa de Fusta (Amposta) · Vegeu més fotos d'aquest monument · Carregueu una nova foto d'aquest monument                                                      |
| Barraca de pescador                                                |              | Obra popular XX                        | Amposta Platja del Trabucador, Alauet, Alfacs                                                      |                                                      | IPA-6311      | Carregueu una nova foto d'aquest monument |
| Barraca habitatge                                                  |              | Obra popular XX                        | Amposta Trabucador-Eucaliptos                                                                      | 40° 39′ 10″ N, 0° 44′ 26″ E / 40.65284°N,0.74058°E   | IPA-6312      | Carregueu una nova foto d'aquest monument |
| Barraca magatzem                                                   |              | Obra popular XX                        | Amposta Ctra. Amposta-Balada                                                                       |                                                      | IPA-6313      | Carregueu una nova foto d'aquest monument |
| Salines de Sant Antoni, de Roca o de la Tancada                    |              | Obra popular                           | Amposta Ctra. dels Alfacs, partida la Tancada                                                      | 40° 38′ 29″ N, 0° 44′ 19″ E / 40.641359°N,0.738498°E | IPA-6314      | Salines de Sant Antoni (Amposta) · Vegeu més fotos d'aquest monument · Carregueu una nova foto d'aquest monument                                             |
| Molí de Miralles                                                   | BCIL 2008    | Gòtic XIV                              | Amposta Pl. de l'Aube                                                                              | 40° 42′ 49″ N, 0° 34′ 57″ E / 40.7137°N,0.5824°E     | IPA-6316      | Molí de Miralles (Amposta) · Vegeu més fotos d'aquest monument · Carregueu una nova foto d'aquest monument                                                   |
| Antic molí de Cercós                                               | BCIL 2008    | Noucentisme XX Inici                   | Amposta C. Bonsuccés                                                                               | 40° 42′ 53″ N, 0° 34′ 46″ E / 40.714696°N,0.579478°E | IPA-6317      | Antic molí de Cercós (Amposta) · Vegeu més fotos d'aquest monument · Carregueu una nova foto d'aquest monument                                               |
| Mas de Font                                                        | BCIL 2022    | Noucentisme XX                         | Amposta Vora la séquia del Francès, a 4,5 km, partida Panissos                                     | 40° 40′ 49″ N, 0° 37′ 43″ E / 40.680245°N,0.628612°E | IPA-6319      | Carregueu una nova foto d'aquest monument |
| Cases barates d'Amposta                                            | BCIL 2008    | Noucentisme XX Inici                   | Amposta C. Governador Sol - c. Doctoral Martínez - c. Bisbe Rocamora                               | 40° 42′ 35″ N, 0° 34′ 29″ E / 40.709786°N,0.574730°E | IPA-6320      | Cases barates (Amposta) · Vegeu més fotos d'aquest monument · Carregueu una nova foto d'aquest monument                                                      |
| Antic canal de navegació Amposta - Sant Carles de la Ràpita        |              | Obra popular, neoclassicisme XVIII-XIX | Amposta Paral·lel a la CN-340 des d'Amposta fins als Alfacs a St. Carles                           | 40° 39′ 50″ N, 0° 35′ 25″ E / 40.663817°N,0.590322°E | IPA-6321      | Antic canal de navegació Amposta - Sant Carles de la Ràpita (Amposta) · Vegeu més fotos d'aquest monument · Carregueu una nova foto d'aquest monument        |
| Restes d'instal·lacions d'una turbina de l'antiga fàbrica de paper | BCIL 2008    | XIX                                    | Amposta Al costat de la resclosa del canal navegació Amposta - St. Carles, l'Enclusa               | 40° 40′ 15″ N, 0° 35′ 24″ E / 40.670951°N,0.590043°E | IPA-6322      | Restes d'instal·lacions d'una turbina de l'antiga fàbrica de paper (Amposta) · Vegeu més fotos d'aquest monument · Carregueu una nova foto d'aquest monument |
| Caseta de parallamps                                               |              | Obra popular XX                        | Amposta Partida Encluses                                                                           |                                                      | IPA-6324      | Carregueu una nova foto d'aquest monument |
| Molí de Calatrava                                                  |              | Obra popular XIX-XX                    | Amposta Ctra. C-12, km 5, partida Molinàs                                                          | 40° 43′ 36″ N, 0° 34′ 18″ E / 40.72653°N,0.57162°E   | IPA-6326      | Carregueu una nova foto d'aquest monument |
| Antiga Casa d'Enric Ramon                                          |              | Noucentisme XX                         | Amposta C. Sant Josep, 4                                                                           | 40° 42′ 47″ N, 0° 34′ 46″ E / 40.713069°N,0.579327°E | IPA-6327      | Antiga Casa d'Enric Ramon (Amposta) · Vegeu més fotos d'aquest monument · Carregueu una nova foto d'aquest monument                                          |
| Mas de Damià Macià                                                 |              | Obra popular XIX                       | Amposta Ctra. Amposta - Sant Jaume, a 7 km                                                         | 40° 42′ 40″ N, 0° 39′ 29″ E / 40.711002°N,0.658167°E | IPA-6330      | Carregueu una nova foto d'aquest monument |
| Mas del Francès                                                    |              | Obra popular XX                        | Amposta                                                                                            | 40° 42′ 16″ N, 0° 37′ 18″ E / 40.7044°N,0.62178°E    | IPA-6331      | Carregueu una nova foto d'aquest monument |
| Cambra Arrossera i Caixa Rural, Societat Cooperativa Agrícola      |              | XX                                     | Amposta Av. de la Ràpita, 154-170 - c. Sant Cristòfol, 155-173                                     | 40° 42′ 06″ N, 0° 34′ 41″ E / 40.701556°N,0.578070°E | IPA-6338      | Cambra Arrossera i Caixa Rural (Amposta) · Vegeu més fotos d'aquest monument · Carregueu una nova foto d'aquest monument                                     |
| Pont de la carretera N-340                                         |              | Darreres tendències XX                 | Amposta Ctra. N-340, km 174, sobre l'Ebre                                                          | 40° 42′ 32″ N, 0° 35′ 27″ E / 40.708881°N,0.590816°E | IPA-6339      | Pont de la carretera N-340 (Amposta) · Vegeu més fotos d'aquest monument · Carregueu una nova foto d'aquest monument                                         |
| Llar Natzaret                                                      |              | Darreres tendències XX                 | Amposta Pg. Canal                                                                                  | 40° 42′ 30″ N, 0° 35′ 14″ E / 40.708427°N,0.587178°E | IPA-6341      | Llar Natzaret (Amposta) · Vegeu més fotos d'aquest monument · Carregueu una nova foto d'aquest monument                                                      |
| Casa Lafont                                                        |              | Obra popular XX                        | Amposta Pl. de Santa Susanna, 4                                                                    | 40° 42′ 51″ N, 0° 34′ 52″ E / 40.714031°N,0.581199°E | IPA-6342      | Casa Lafont (Amposta) · Vegeu més fotos d'aquest monument · Carregueu una nova foto d'aquest monument                                                        |
| Casa Sacristan                                                     |              | Modernisme XX                          | Amposta C. Sant Joan, 24 (reformada)                                                               | 40° 42′ 49″ N, 0° 34′ 55″ E / 40.713485°N,0.581915°E | IPA-6343      | Casa Sacristan (Amposta) · Vegeu més fotos d'aquest monument · Carregueu una nova foto d'aquest monument                                                     |
| Molí de Barrina, o Molí de Xapon                                   |              | Obra popular XIX                       | Amposta Ctra. Carrova-Tortosa, Grau d'Amposta                                                      |                                                      | IPA-6345      | Carregueu una nova foto d'aquest monument |
| Capella de Santa Susanna                                           |              | Obra popular XVIII-XIX, XX             | Amposta Pl. de Santa Susanna                                                                       | 40° 42′ 50″ N, 0° 34′ 52″ E / 40.713844°N,0.581205°E | IPA-6350      | Capella de Santa Susanna (Amposta) · Vegeu més fotos d'aquest monument · Carregueu una nova foto d'aquest monument                                           |
| Creu de la Malesa de les Creus                                     |              | Obra popular XIX                       | Amposta                                                                                            |                                                      | IPA-6351      | Carregueu una nova foto d'aquest monument |
| Barraca de pedra en sec                                            |              | Obra popular                           | Amposta Camí Amposta-Freginals                                                                     | 40° 41′ 37″ N, 0° 32′ 04″ E / 40.69360°N,0.53432°E   | IPA-6402      | Carregueu una nova foto d'aquest monument |
| Restes de fortificacions de la Tercera Guerra Carlina              |              | Obra popular XIX                       | Amposta Al recinte del molí de Cercós                                                              | 40° 42′ 51″ N, 0° 34′ 46″ E / 40.714180°N,0.579433°E | IPA-13812     | Restes de fortificacions de la Tercera Guerra Carlina (Amposta) · Vegeu més fotos d'aquest monument · Carregueu una nova foto d'aquest monument              |
| Molí d'Adell                                                       | BCIL 2008    | Obra popular XX                        | Amposta Pg. del Canal                                                                              | 40° 42′ 36″ N, 0° 35′ 08″ E / 40.709959°N,0.585672°E | IPA-37755     | Molí d'Adell (Amposta) · Vegeu més fotos d'aquest monument · Carregueu una nova foto d'aquest monument                                                       |
| Barraca                                                            |              | Obra popular XX                        | Amposta Ctra. de Baladres, Desaigüe del Port, Racó de Valero, l'Eucaliptus                         | 40° 38′ 47″ N, 0° 45′ 25″ E / 40.646414°N,0.756892°E | IPA-37862     | Barraca (Amposta) · Vegeu més fotos d'aquest monument · Carregueu una nova foto d'aquest monument                                                            |
| Barraca de pedra                                                   | BCIL 2008    |                                        | Amposta Camí de les Comes                                                                          |                                                      | IPA-42087     | Carregueu una nova foto d'aquest monument |
| Barraca de pedra en sec                                            | BCIL 2008    | Obra popular                           | Amposta Camí de les Tosses                                                                         |                                                      | IPA-42088     | Carregueu una nova foto d'aquest monument |
| Mas de Forxeron                                                    | BCIL 2008    | Obra popular XIX                       | Amposta Ctra. N-340, km 177 - ctra. TV-3408, km 4                                                  | 40° 40′ 07″ N, 0° 35′ 13″ E / 40.668544°N,0.587064°E | IPA-43066     | Carregueu una nova foto d'aquest monument |
| Barraca de pedra seca                                              | BCIL 2008    | Obra popular                           | Amposta Camí de Pins                                                                               |                                                      | IPA-43068     | Carregueu una nova foto d'aquest monument |
| Barraca de pedra seca                                              | BCIL 2008    | Obra popular                           | Amposta Pol. 30 - par. 238                                                                         |                                                      | IPA-43070     | Carregueu una nova foto d'aquest monument |
| Barraca de pedra seca                                              | BCIL 2008    | Obra popular                           | Amposta Pol. 30 - par. 238                                                                         |                                                      | IPA-43072     | Carregueu una nova foto d'aquest monument |
| Barraca de pedra seca                                              | BCIL 2008    | Obra popular                           | Amposta Pol. 30 - par. 360                                                                         |                                                      | IPA-43074     | Carregueu una nova foto d'aquest monument |
| Barraca de pedra seca                                              | BCIL 2008    | Obra popular                           | Amposta Pol. 30 - par. 247                                                                         |                                                      | IPA-43075     | Carregueu una nova foto d'aquest monument |
| Barraca de pedra seca                                              | BCIL 2008    | Obra popular                           | Amposta Pol. 30 - par. 74                                                                          |                                                      | IPA-43076     | Carregueu una nova foto d'aquest monument |
| Barraca de vinya                                                   | BCIL 2008    | Obra popular                           | Amposta Pol. 30 - par. 75                                                                          |                                                      | IPA-45390     | Carregueu una nova foto d'aquest monument |
| Barraca de vinya                                                   | BCIL 2008    | Obra popular                           | Amposta Pol. 30 - par. 308                                                                         |                                                      | IPA-45391     | Carregueu una nova foto d'aquest monument |
| Barraca de vinya                                                   | BCIL 2008    | Obra popular                           | Amposta Pol. 30 - par. 348                                                                         |                                                      | IPA-45392     | Carregueu una nova foto d'aquest monument |
| Barraca de vinya                                                   | BCIL 2008    | Obra popular                           | Amposta Pol. 30 - par. 294                                                                         |                                                      | IPA-45393     | Carregueu una nova foto d'aquest monument |
| Institut Ramon Berenguer IV                                        |              | Racionalisme XX                        | Amposta C. Mestre Sunyer, 1-37                                                                     | 40° 42′ 36″ N, 0° 34′ 53″ E / 40.709875°N,0.581514°E | IPA-46514     | Institut Ramon Berenguer IV (Amposta) · Vegeu més fotos d'aquest monument · Carregueu una nova foto d'aquest monument                                        |